# Xestia speciosa
Xestia speciosa là một loài bướm đêm trong họ Noctuidae.

## Hình ảnh

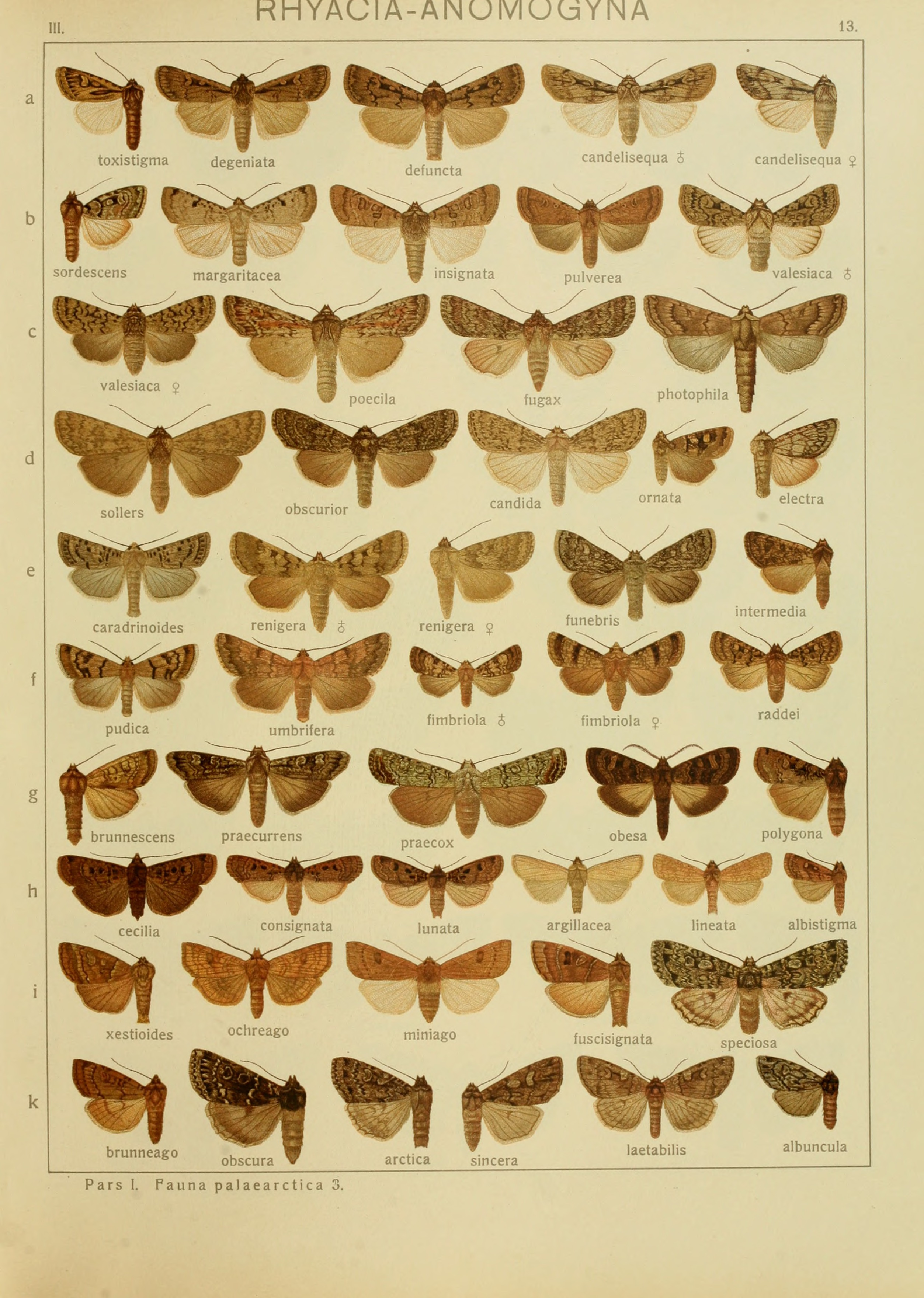